# Stadion OSiR Ursus im. Krzysztofa Nowaka
Stadion OSiR Ursus im. Krzysztofa Nowaka – stadion piłkarsko-lekkoatletyczny zlokalizowany przy ul. Sosnkowskiego 3 w Ursusie. W momencie otwarcia w 1965 roku nadano mu nazwę Stadion XX-lecia PRL. Do 2000 r. korzystał z niego RKS Ursus Warszawa, od 2000 r. klub piłkarski KS Ursus Warszawa. 
Uchwała Rady Miasta nr XXVIII/543/2004 z dnia 15.04.2004, utworzyła: Zakład Budżetowy pn. „Ośrodek Sportu i Rekreacji m.st. Warszawy w Dzielnicy Ursus”, wyposażając go w teren przy ul. Kazimierza Sosnkowskiego 3 w Warszawie, o pow. 70.933,00 m², zabudowany obiektami sportowymi wraz z infrastrukturą towarzyszącą, w tym stadionem miejskim.
Obiekt jest częścią kompleksu sportowego, powstałego w latach 1963-65, obejmującego wówczas: Boisko główne z infrastrukturą lekkoatletyczną, o toczone trybunami, opartymi na wałach ziemnych w kształcie litery U. Boisko boczne wyposażone w sztuczne oświetlenie, z widownią na około 2,5 tysiąca miejsc stojących. Boisko treningowe o nawierzchni żużlowej. Budynek klubowy połączony z halą sportową. Korty tenisowe, oraz asfaltowe boiska do koszykówki, siatkówki i piłki ręcznej. Koszt budowy kompleksu oszacowano, na 7,5 mln złotych, z czego 5 mln to były prace wykonane w czynie społecznym przez pracowników ZM Ursus i okolicznych mieszkańców. W planach była dalsza rozbudowa kompleksu, która jednak nie doczekała się realizacji.
W 1995 roku przeprowadzono remont obiektu. Usunięto wtedy istniejące ławki na ówczesnej głównej trybunie (zachodniej) i przebudowano trybunę wschodnią na której znajduje się 1032 miejsc siedzących. W 2010 roku przeprowadzono renowacje trybuny wschodniej - wymiana krzesełek. Wymianę barierek na całym stadionie, oraz na początku 2011 roku, montaż nowej tablicy świetlnej.
Od maja 2025 roku stadion ten nosi imię wychowanka RKS URSUS Krzysztofa Nowaka. Podczas uroczystości nadania nazwy odsłonięto również tablicę upamiętniająca patrona stadionu.

## Galeria

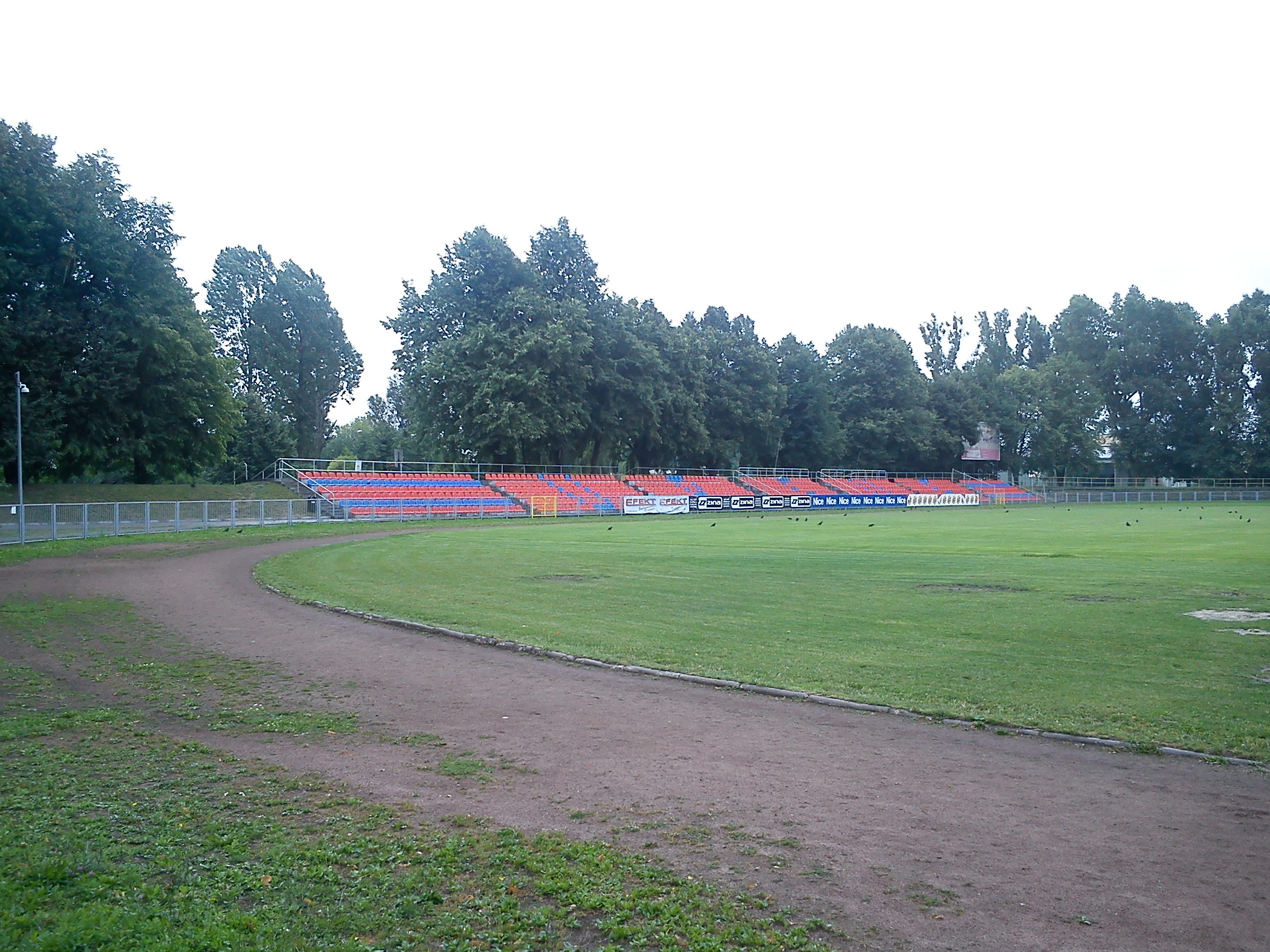
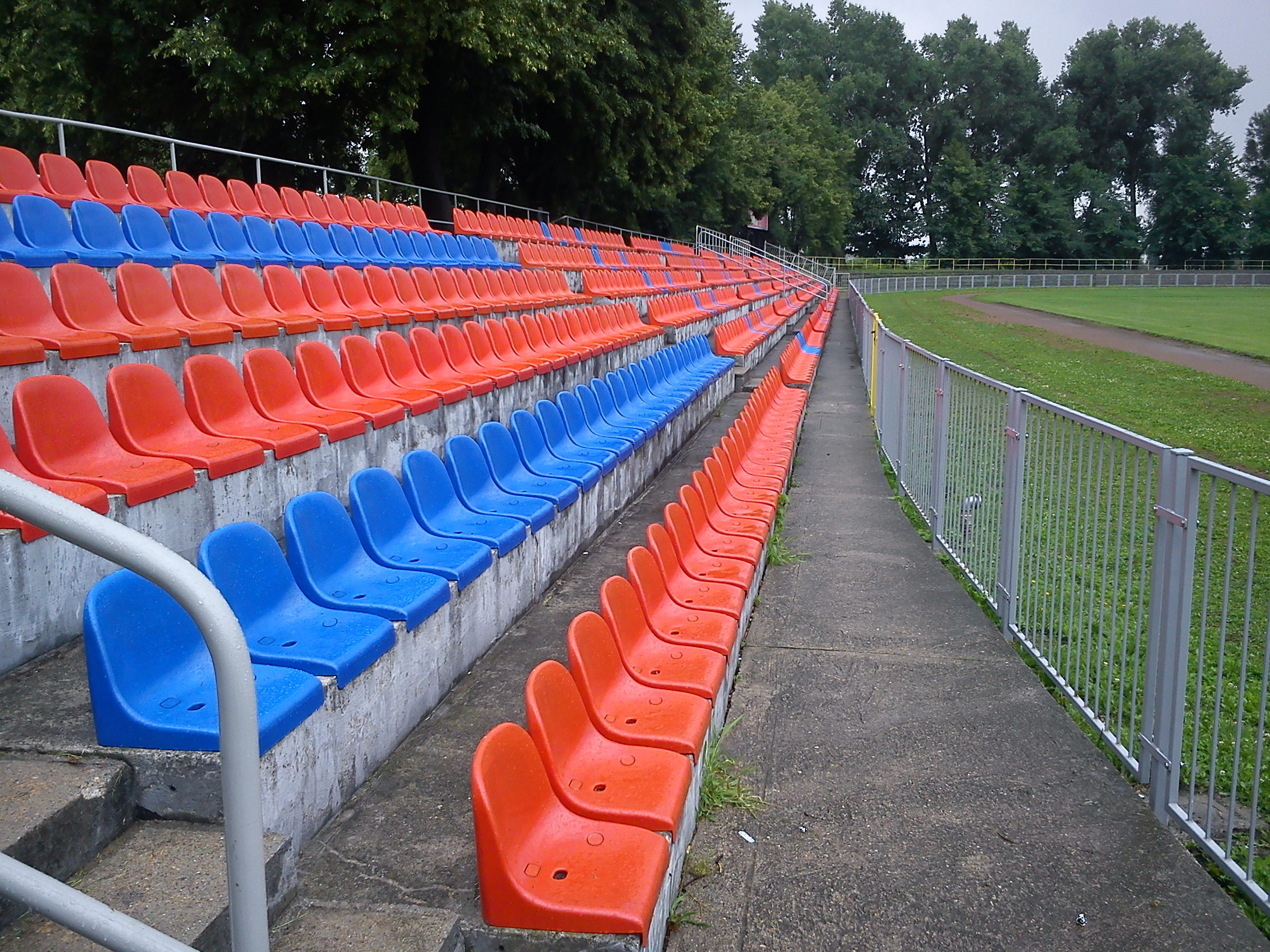
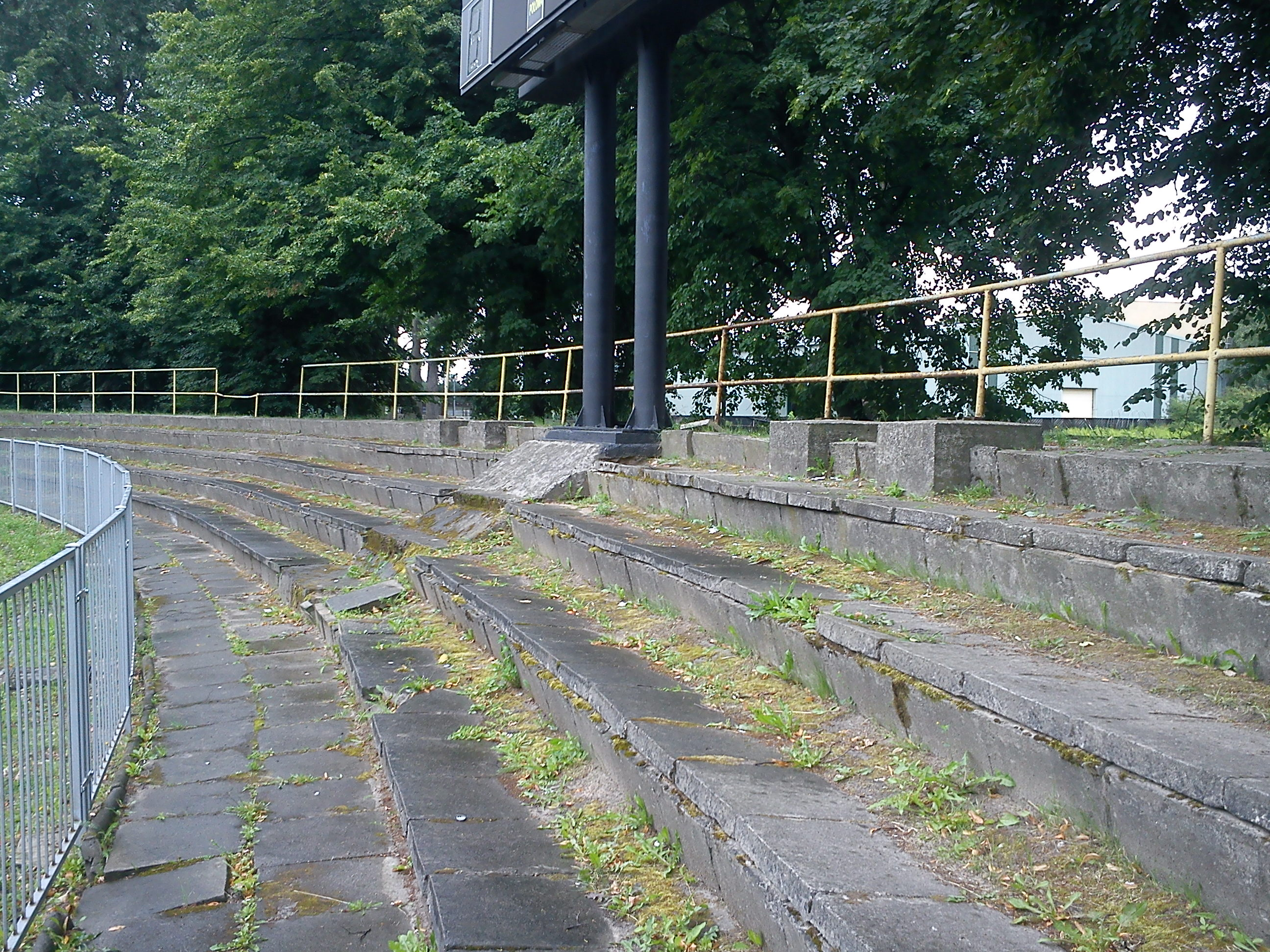